# Ayman Mansour
Ayman Mansour (en árabe: أيمن منصور‎; Egipto, 9 de septiembre de 1963) es un exfutbolista y entrenador de fútbol de Egipto que jugaba en la posición de delantero.

## Carrera

### Club
| Periodo   | Club              |
| --------- | ----------------- |
| 1985-1991 | Al Sekka Al Hadid |
| 1991-1997 | Zamalek SC        |

### Selección nacional
Jugó para Egipto en 34 ocasiones de 1991 a 1997 y anotó nueve goles; ganó la Copa de Naciones Árabe 1992 y participó en la copa Africana de Naciones 1994, donde anotó el gol más rápido en la historia del torneo a los 23 segundos del partido que ganó 4-0 ante Gabón.

### Entrenador
| Periodo   | Club              |
| --------- | ----------------- |
| 2000      | El Sharkia SC     |
| 2001-2002 | Itesalat          |
| 2004-2005 | Al Sekka Al Hadid |
| 2008-2010 | Al Sekka Al Hadid |
| 2012      | Al-Markhiya SC    |
| 2014-2016 | Al-Markhiya SC    |
| 2017      | Al-Markhiya SC    |

## Logros

### Jugador
- Primera División de Egipto (2): 1992, 1993
- Copa Africana de Clubes Campeones (2): 1993, 1996
- Supercopa de la CAF (2): 1993, 1996
- Copa de Naciones Árabe (1): 1992

### Individual
- Goleador de la Copa Africana de Clubes Campeones 1993